# 豐山站 (咸鏡北道)
丰山站（韓語：풍산역）是朝鮮民主主義人民共和國咸镜北道会宁市丰山里的一個鐵路車站，属于咸北线。

## 邻近车站
咸北线
全巨里站 - 丰山站 - 昌斗站